# Európai Déli Obszervatórium
Az European Southern Observatory (rövidítve ESO, magyarul Európai Déli Obszervatórium; teljes nevén European Organization for Astronomical Research in the Southern Hemisphere, magyarul Európai Szervezet a Déli Félteke Csillagászati Kutatására) nemzetközi csillagászati szervezet, melynek fő célja, hogy a Föld déli féltekéjén csillagvizsgálókat üzemeltetve a déli égbolt objektumait észlelhetővé tegye az európai csillagászok számára. Az 1962-ben alapított szervezet jelenleg 15 tagállammal rendelkezik, az általa üzemeltetett mindhárom csillagvizsgáló Chilében, az Atacama-sivatagban van. Az ESO több távcsövét a világ legnagyobb és legkorszerűbb csillagászati műszerei között tartják számon: a négy VLT-távcsövet, az NTT-távcsövet, emellett az ESO részese az épülő ALMA mikrohullámú távcsőrendszernek. A megvalósítás felé rohamléptekkel haladó E-ELT optikai-infravörös  tartományban üzemelő óriástávcső megépültekor a világ legnagyobb csillagászati távcsöve lesz. Várhatóan az évtized végén kezdi meg működését.
A szervezet székhelye a németországi Garchingban található. Itt nyílt meg 2018-ban az ESO Supernova Planetárium és Látogatóközpont. A modern csillagászati ismeretterjesztő központ előadásokkal, programokkal és interaktív kiállítással várja az érdeklődőket.
Az ESO műszereihez számos jelentős csillagászati felfedezés kapcsolódik, többek között az első közvetlen bizonyíték a Tejútrendszer középpontjában lévő szupermasszív fekete lyukról, valamint az első exobolygó közvetlen észlelése. A VLT-n üzemelő HARPS spektrográf segítségével számos exobolygót fedeztek fel.

## Az ESO, mint szervezet

### Tagországok
Az ESO-t az 1962. október 5-én kötött formális megállapodás szerint az alábbi öt ország alakította meg:
- Belgium
- Franciaország
- Hollandia
- Németország
- Svédország

Ezt követően az alábbi országok csatlakoztak a szervezethez:
- Dánia (1967)
- Svájc (1982)
- Olaszország (1982)
- Portugália (2001)
- Egyesült Királyság (2002)
- Finnország (2004)
- Spanyolország (2007)
- Csehország (2007)
- Ausztria (2009)
- Lengyelország (2014)
- Írország (2018)

Stratégiai partner:
- Ausztrália (2017-től)[1]

### Az alapító okiratból
- A szervezet döntéshozó testülete a Tanács, amelyben minden tagországot 2-2 fő képvisel; a két személy közül az egyik csillagász. Döntést kétharmados többséggel hoznak.
- Minden információt, döntést (anyagi, technikai, tudományos) nyilvánosságra kell hozni.
- Minden tagország meghatározott éves tagdíjat fizet. Az újonnan csatlakozóknak – az addigi befektetések kompenzálására – a tanács által meghatározott egyszeri belépési díjat kell fizetniük.
- A déli obszervatóriumban egy 3 m körüli távcső, egy 1,2 m-es Schmidt-teleszkóp és legfeljebb három kisebb (max. 1 m-es) távcső legyen.

### Korábbi főigazgatók[2]
- Otto Heckmann 1962–1969
- Adriaan Blaauw 1970–1974
- Lodewijk Woltjer 1975–1987
- Harry van der Laan 1988–1992
- Riccardo Giacconi 1993–1999
- Catherine Cesarsky 1999–2007
- Tim de Zeeuw 2007–2017

### A jelenlegi főigazgató
2017. szeptember 1. óta Xavier Barcons vezeti a szervezetet.

## Előzmények
1953-ban a hollandiai leideni csillagvizsgáló egy konferenciát szervezett, amelynek előkészítése keretében Jan Oort meghívta az Egyesült Államokban dolgozó Walter Baade-t, és a kettejük által elképzelt, a legnagyobb amerikai teleszkópokkal egyenrangú közös európai obszervatórium tervét júniusban körvonalazta a jelenlévő csillagászoknak. Ugyanezen év őszén, a groningeni konferencián tovább alakult az elképzelés, így 1954. január 26-án a későbbi öt alapító ország és Anglia vezető csillagászai nyilatkozatot tettek közzé a déli félgömbön létesítendő közös európai obszervatórium létrehozásáról.

### Helyszínkeresés
Abban kezdettől fogva egyetértés volt, hogy a leendő obszervatóriumot a déli félgömbön kell létesíteni, mivel a kor nagy műszerei mind az északi féltekén üzemeltek, holott a legérdekesebb, legfontosabb objektumokat – a Tejútrendszer középpontja és a legfényesebb kísérő galaxisok – délen lehet hatékonyabban megfigyelni. Már 1955-ben megkezdődött a megfelelő helyszín keresése Dél-Afrikában, ám az 1963-ig tartó munka tapasztalatait az amerikai csillagászok dél-amerikai hasonló kutatási eredményeivel összevetve az európaiak is csatlakoztak hozzájuk, ténylegesen részt vettek egyes expedíciókban. Mivel a chilei égboltminőség-felmérések sokkal jobbak voltak a dél-afrikainál, az ESO vezetése 1963 novemberében a chilei helyszín mellett döntött. A chilei kormánnyal történt megegyezés után megkezdődhetett a helyszín, azaz a konkrét hegycsúcs kiválasztása. Ez azért nem volt nehéz, mivel a térség minden hegyén lényegében azonos volt az asztroklíma. A választás a 2400 méter magas La Silla hegycsúcsra esett; a döntést 1964. május 26-án jelentette be az ESO Tanácsa. A kiválasztott hely az Atacama-sivatagban, Chile fővárosától, Santiagótól 600 km-re északra, a Csendes-óceántól 60 km-rel keletre fekszik.

## Publikáció
Az ESO közreműködésével több európai csillagászati folyóirat egyesülésével 1968 decemberétől jelenik meg az Astronomy and Astrophysics (A&A) szakmai lap, amely a tudományos eredményeket ismerteti.
Az ESO munkáját és általános történéseit a nagyközönség számára a negyedévenként megjelenő, ingyenesen bárki számára elérhető ESO Messenger közli.

## Obszervatóriumai
- La Silla obszervatórium (az ESO legrégebbi obszervatóriuma). 2019. július 2-án teljes napfogyatkozás volt itt a délutáni órákban.
- Paranal obszervatórium (a VLT és segédtávcsövei találhatók itt)
- Llano de Chajnantor obszervatórium (a világ legmagasabban fekvő csillagászati obszervatóriuma, az ALMA rádiótávcsőrendszer otthona)
- Cerro Armazones (az E-ELT-t befogadó obszervatórium)

## Az ESO legfontosabb csillagászati felfedezései[3]
1. A Tejútrendszer központjában található fekete lyuk körül keringő csillagok megfigyelése 16 éven keresztül.
2. Annak igazolása, hogy a Világegyetem tágulása gyorsul.
3. Bolygó felfedezése a hozzánk legközelebbi csillag, a Proxima Centauri lakhatósági zónájában.
4. A bolygókeletkezés megfigyelése az ALMA antennarendszerrel.
5. Az ESO Nagyon Nagy Távcsöve készített először képet egy exobolygóról.
6. Egy gravitációshullám-forrás elektromágneses detektálása.
7. Exobolygók és légkörük színképének vizsgálata.
8. A kozmikus hőmérséklet mérése független módszerrel.
9. Egy rekorder bolygórendszer felfedezése, amelyben hét Föld-méretű bolygó található.
10. Annak igazolása, hogy a hosszú gamma-kitörések kapcsolatban állnak a szupernóvákkal.

## Ismeretterjesztés és tudománykommunikáció
Az ESO-nak saját kommunikációs részlege van (Education and Public Outreach Department, ePOD), ami rendszeresen közöl az ESO-val kapcsolatos tudományos és szervezeti híreket, bejelentéseket, képeket, videókat és más méditartalmat. A híreket több nyelve lefordítják szerte a világban (nem csak a tagállamok nyelvére), köztük magyarra is. Ezt a tevékenységet az ESO Ismeretterjesztő Hálózata (ESO Science Outreach Network, ESON) koordinálja. Az ESO koordinálja a NASA/ESA Hubble-űrtávcsővel a Nemzetközi Csillagászati Unióval kapcsolatos híradásokat is. 2018 áprilisában adták át az ESO Szupernóva Planetárium és Látogatóközpontját.